# Mada (langue du Nigeria)
Pour les articles homonymes, voir Mada (homonymie).
Ne doit pas être confondu avec Mada (langue du Cameroun).
Le mada, aussi appelé madda ou yidda, est une langue nigéro-congolaise parlée au centre du Nigeria.

## Utilisation
Cette langue est parlée par environ 100 000 personnes en 1993, principalement dans les zones de gouvernement local (LGA) de Jema'a et de Kaura de l'État de Kaduna et les LGA d'Akwanga et de Nasarawa Egon dans l'État de Nassarawa.
Certains de ses locuteurs parlent également anglais.

## Caractéristiques

### Classification
Le mada est une langue nigéro-congolaise faisant partie de la famille des langues bénoué-congolaises et plus précisément des langues du plateau nigérian. Elle est classée dans le sous-groupe occidental/Sud-Ouest/A pour Ethnologue, Languages of the World et dans le sous-groupe occidental/ninzique pour Glottolog.
Roger Blench (en) écrit que les données fiables concernant le ninzo (en) et le bu permettent d'être sûr que ce sont les langues les plus proches du mada.

### Tons
C'est une langue à tons comprenant cinq tons (trois tons égaux, un montant et un descendant),.
Dans l'écriture, les tons sont indiqués par des diacritiques : le ton haut n'est pas marqué, le ton moyen par un macron (◌̄), le ton bas par un accent grave (◌̀), le ton descendant par un accent circonflexe (◌̂) et le ton montant par un caron (◌̌) (ce dernier étant beaucoup moins utilisé que les autres).
Beaucoup de différences grammaticales et lexicales sont indiquées uniquement grâce aux tons, ceux-ci sont donc indiqués sur toutes les syllabes. Par exemple, l'alternance des tons marque le pluriel.

### Dialectes
Les dialectes suivants ont été recenscés : akwanga, ancho, anjagwa, buhar, gbugyar, ningo, nunku, rija, shugbu, ungwar zaria,.
Il existe de nombreux dialectes et la langue varie beaucoup suivant les villages. L'akwanga et l'ungwar zaria sont très différents des autres, mais tous sont mutuellement intelligibles et leurs locuteurs y sont habitués.

### Alphabet
Le mada est écrit avec une version modifiée de l'alphabet latin comprenant 21 consonnes et 8 voyelles depuis 1985.
Comme le mada est une langue à tons et possède de nombreux dialectes, cela pose de nombreux problèmes pour l'écrire. Le dialecte de Rija a donc été choisi comme base pour son écriture, ce qui a parfois été vu comme un choix discutable.
| A | B | C | E | Ε | Ə | D | F | G | Gb | H | Hw | I | J | K | Kp | L | M | N | Ng | Ny | O | Ɔ | P | R | S | Sh | T | U | V | W | Y | Z | Zh |
| a | b | c | e | ε | ə | d | f | g | gb | h | hw | i | j | k | kp | l | m | n | ng | ny | o | ɔ | p | r | s | sh | t | u | v | w | y | z | zh |

## Littérature
L'élaboration d'un système d'écriture a été la base pour une littérature, dont notamment un dictionnaire et une traduction du Nouveau Testament qui a été achevée en 1999. Le problème était de trouver des gens pour la lire, une campagne d'alphabétisation a donc été lancée durant la saison sèche pour les populations locales, mais s'est essoufflée faute de fonds et a finalement été interrompue en 2015. Un nouveau comité littéraire a néanmoins été formé en 2016.

## Exemples
Voici quelques proverbes en mada :
| kə̄                                                                                              | də̄gbā  | ngar   | lǝ̀lǝ̂    | yo,  | mǝ̀kpə̄  | lǝ      | la  | nyǝr   | nywī | kǝ̀     | yo  |
| maison                                                                                          | si pas | casser | fissure | pas, | lézard | (futur) | pas | entrer | dans | maison | pas |
| S'il n'y a pas de fissure dans la maison, le lézard ne pourra pas entrer.                       |        |        |         |      |        |         |     |        |      |        |     |
| (Si vous laissez la moindre chance de vous soupçonner, les gens n'auront pas confiance en vous) |        |        |         |      |        |         |     |        |      |        |     |

| ngwɔn                                                       | gyǝr | la  | zo       | kpa  | kǝ̀     | yo  |
| main                                                        | une  | pas | soulever | toit | maison | pas |
| Une main ne soulève pas le toit d'une maison.               |      |     |          |      |        |     |
| (On ne peut faire de grandes choses sans l'aide des autres) |      |     |          |      |        |     |

| nə̄                                                                | lǝ      | la  | kulwe  | mwɔ̄n      | zǝ     | gu  | yo  |
| personne                                                          | (futur) | pas | courir | plus loin | jambes | ses | pas |
| On ne peut pas courir plus vite que ses jambes ne peuvent bouger. |         |     |        |           |        |     |     |
| (Quel que soit votre destin, il finira toujours par se réaliser)  |         |     |        |           |        |     |     |